# Dietopsa
Dietopsa is een geslacht van spinnen uit de  familie van de Thomisidae (krabspinnen).

## Soorten
- Dietopsa castaneifrons (Simon, 1895)
- Dietopsa parnassia (Simon, 1895)